# Cal Blasi
Cal Blasi és un edifici del municipi de Sant Llorenç Savall (Vallès Occidental) protegit com a bé cultural d'interès local.
És una casa aïllada de planta quadrada que consta de planta baixa i un pis, amb la coberta a quatre vessants. Les obertures de la planta baixa són rectangulars, de grans dimensions, i estan emmarcades per una motllura llisa. Les de la primera planta són d'arc de mig punt i tenen balcó.